# The Art of Love & War
The Art of Love & War – czwarty studyjny album amerykańskiej piosenkarki Angie Stone. Wydany 16 października 2007 w Stanach Zjednoczonych w wytwórni Stax Records. 

## Lista utworów
1. "Take Everything In" – 3:50
2. "Baby" (featuring Betty Wright) – 4:50
3. "Here We Go Again" – 3:32
4. "Make It Last" – 3:45
5. "Sometimes" – 3:20
6. "Go Back to Your Life" – 1:22
7. "Half a Chance" (featuring Chino) – 4:05
8. "These Are the Reasons" – 4:58
9. "My People" (featuring James Ingram) – 5:57
10. "Sit Down" – 4:31
11. "Play wit It" – 2:50
12. "Pop Pop" – 3:48
13. "Wait for Me" – 4:50
14. "Happy Being Me" (featuring Pauletta Washington) – 4:29